# Mauritius Brauerei
Die Mauritius Brauerei GmbH ist eine Bierbrauerei in Zwickau.

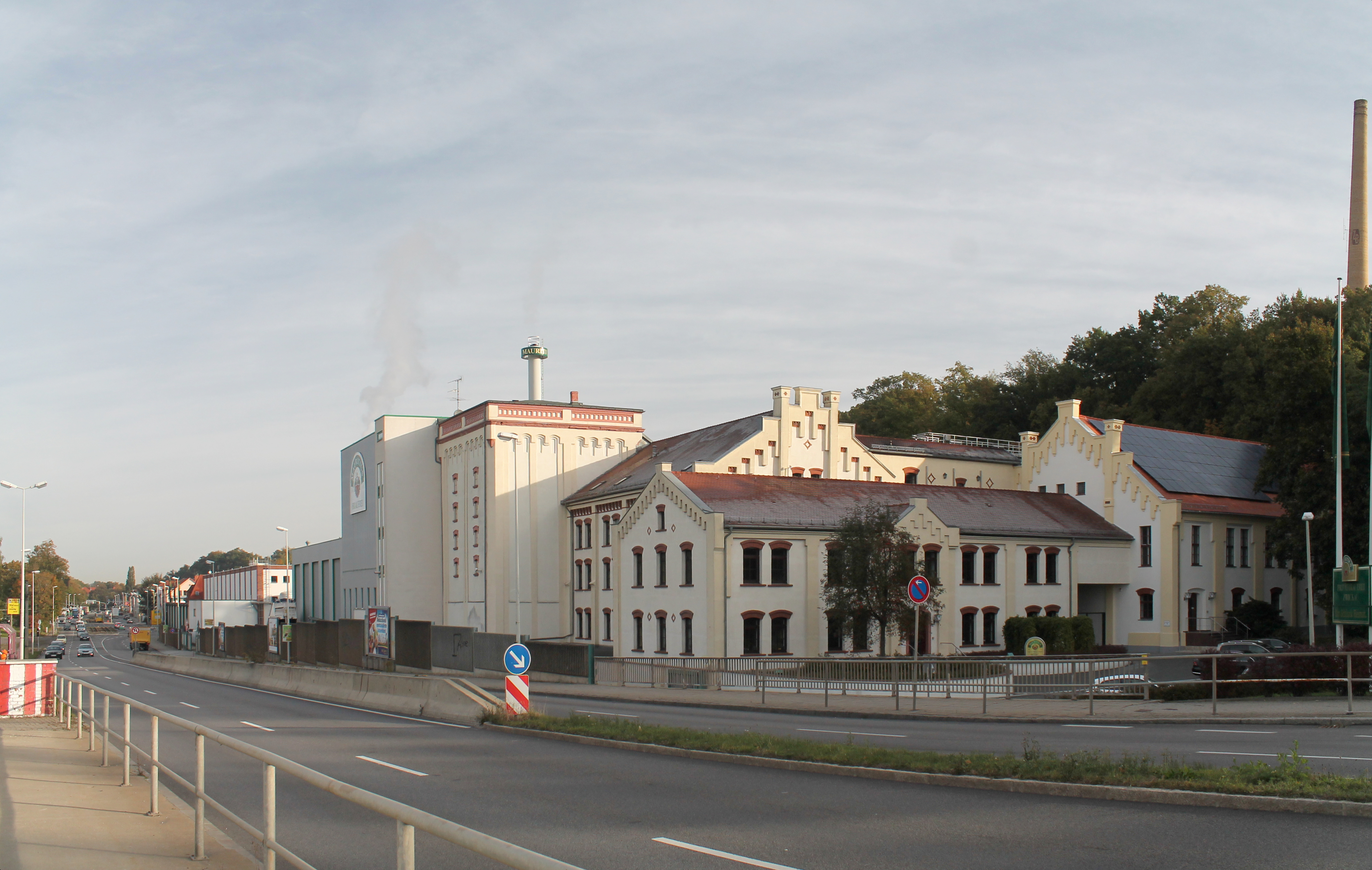
Die Mauritius Brauerei in Zwickau

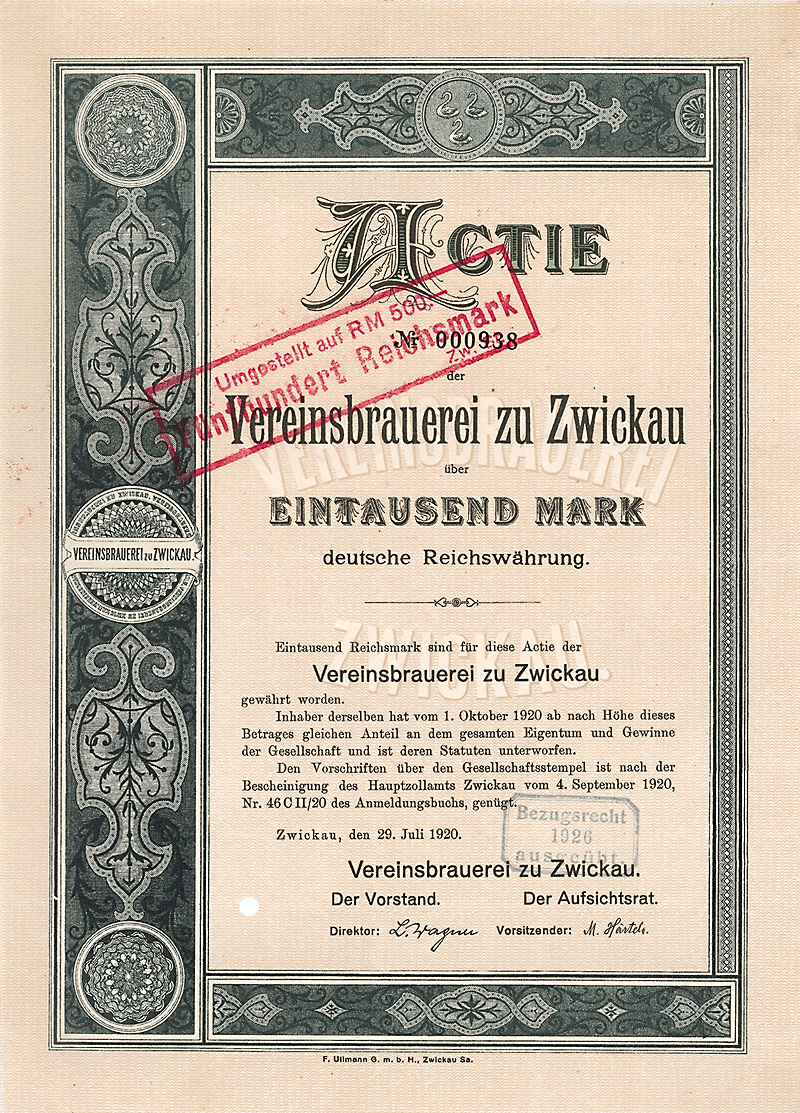
Aktie über 1000 Mark der Vereinsbrauerei zu Zwickau vom 29. Juli 1920

## Geschichte
Das Brauen ist eines der ältesten und angesehensten Gewerbe der Stadt. Ein privilegiertes Braurecht besteht mindestens seit dem 14. Jahrhundert; schon das Zwickauer Stadtrecht von 1348 enthält eine Brauordnung. Um 1421 wurde über die umliegenden Dörfer der Bierbann ausgesprochen; ein Verbot, Bier zu brauen. Als 1511 Lagerbiere aufkamen, entstanden unterhalb des Trillerberges die ersten Bergkeller, um dort das Bier lange kühl aufbewahren zu können. Die schriftliche Regulierung der Bierherstellung in der Stadt wurde 1525 mit der gedruckten stadtrechtlichen Brauordnung festgelegt. Der Dreißigjährige und der Siebenjährige Krieg führten in der Stadt zu einer massiven Reduzierung der Brauereien. Seit Mitte des 18. Jahrhunderts gab es nur noch vier Brauereien in der Stadt. Schließlich wurde 1857 der Zwickauer Brauereiverein gegründet. 1859 errichtete der Brauverein die Vereinsbrauerei, 1889 wurde der Brauverein in die Aktiengesellschaft Vereinsbrauerei zu Zwickau umgewandelt.
1946 wurde die Brauerei enteignet und verstaatlicht. Unter dem Namen VEB Vereinsbrauerei Zwickau lief der Braubetrieb bis 1959. Danach wurde die Brauerei dem VEB Brau-Kombinat Zwickau als Werk I zugeordnet. Das VEB Brau-Kombinat Zwickau wurde ab 1984 Bestandteil des VEB Getränkekombinat Karl-Marx-Stadt. Zu diesem Kombinat gehörten außerdem die 1990 geschlossenen Sächsische Union-Brauerei als Werk II sowie die Schlegelbrauerei in Zwickau-Planitz als Werk III.
1990 übernahm die Brauerei Dinkelacker in Stuttgart die Mauritiusbrauerei. 1996 schlossen sich Dinkelacker und Schwabenbräu zur Dinkelacker-Schwabenbräu AG zusammen, welche von 2004 bis 2007 zur Inbev-Gruppe gehörte. Mit Wirkung vom 1. Januar 2006 wurde die Mauritiusbrauerei aus der Gruppe gelöst und besteht seitdem als konzernunabhängige Privatbrauerei. Gesellschafter waren zunächst die beiden Geschäftsführer Rainer Otto und Werner Weinschenk sowie Gert Gabler.
2018 übernahmen Dinkelacker-Schwaben-Bräu Stuttgart und Jörg Dierig die Brauerei zu 100 % von den vorherigen Eigentümern Rainer Otto und Werner Weinschenk. Dierig war bisher bei Krombacher, Gerolsteiner und Oettinger tätig. Jährlich werden etwa 350.000 Hektoliter Bier gebraut.

## Marken
Neben der Marke Mauritius werden Biere der eigenen Marke Sachsengold gebraut. Für diverse Discounter braut Mauritius Bergadler Premium und Meisterbräu. Für Rewe braut Mauritius seit 2025 Kosmonaut.

## Sorten

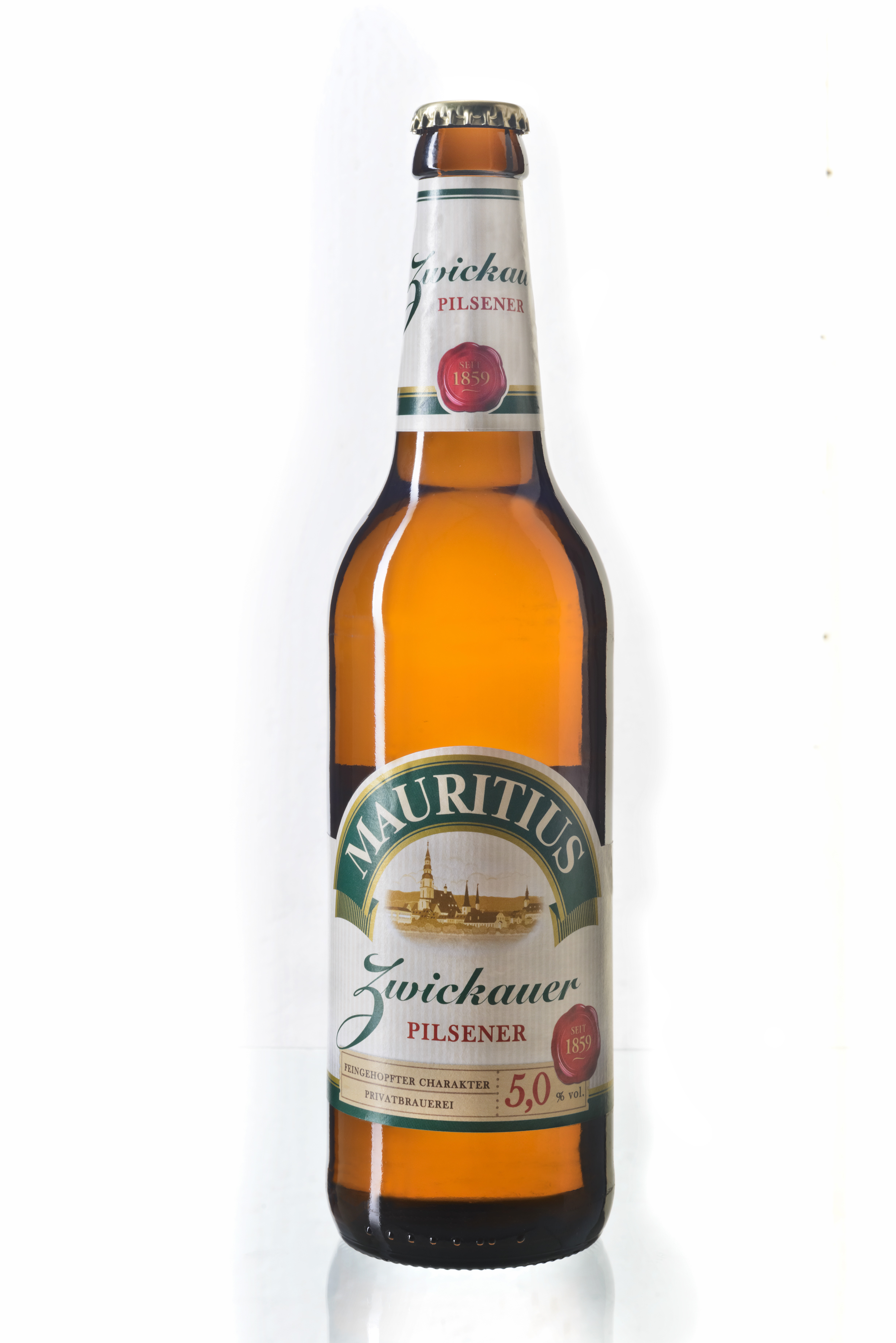
Mauritius Pilsener
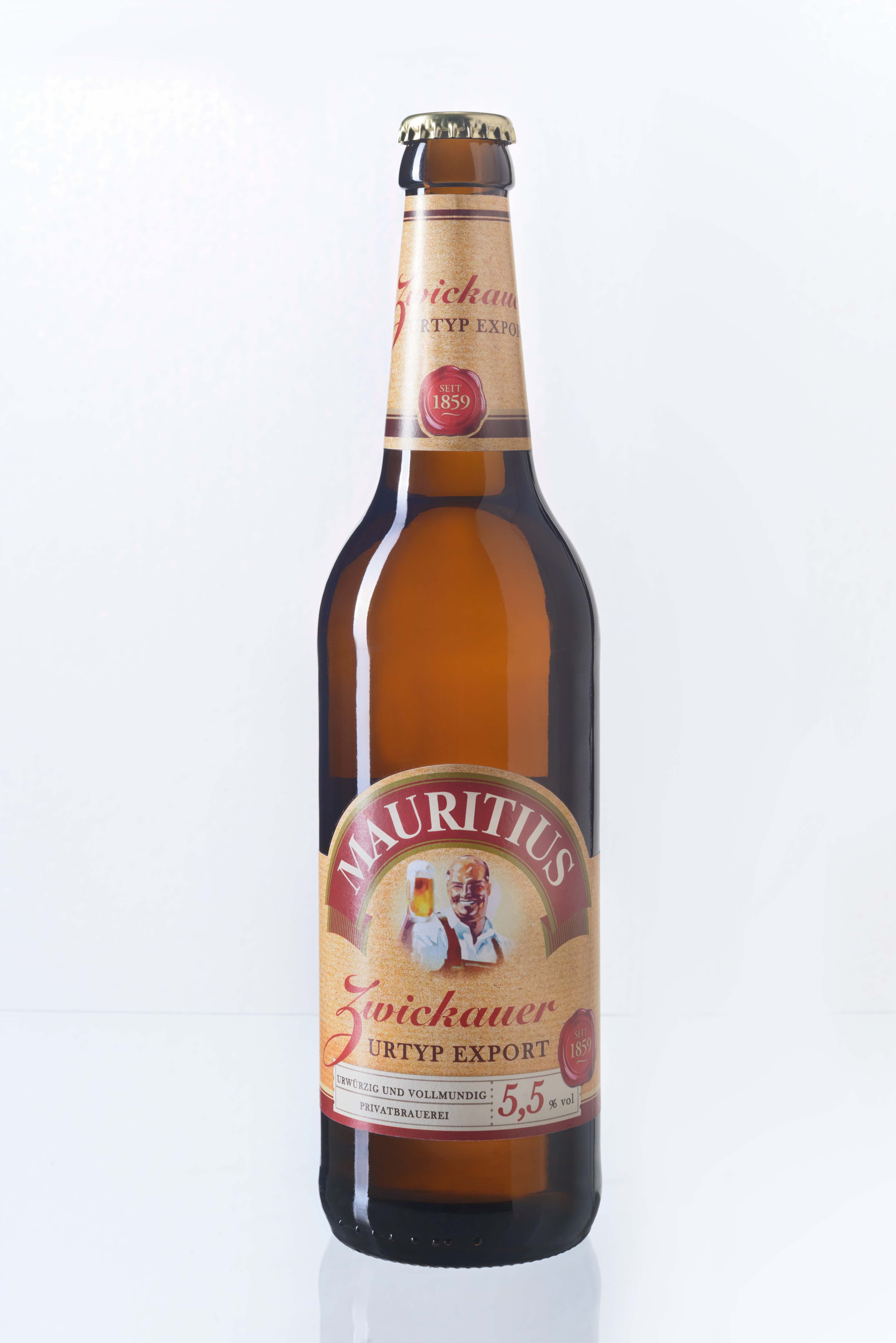
Urtyp Export
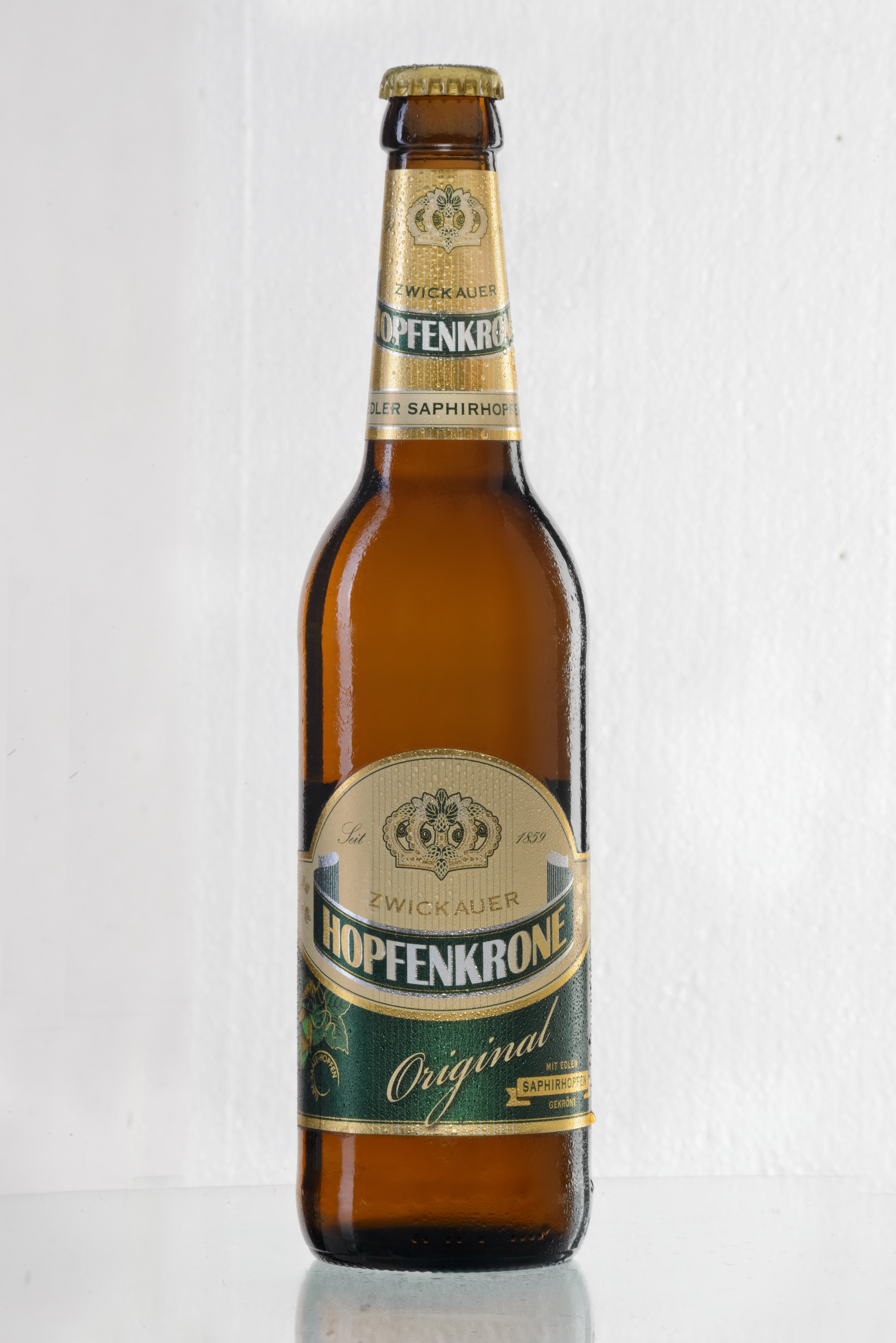
Zwickauer Hopfenkrone Original
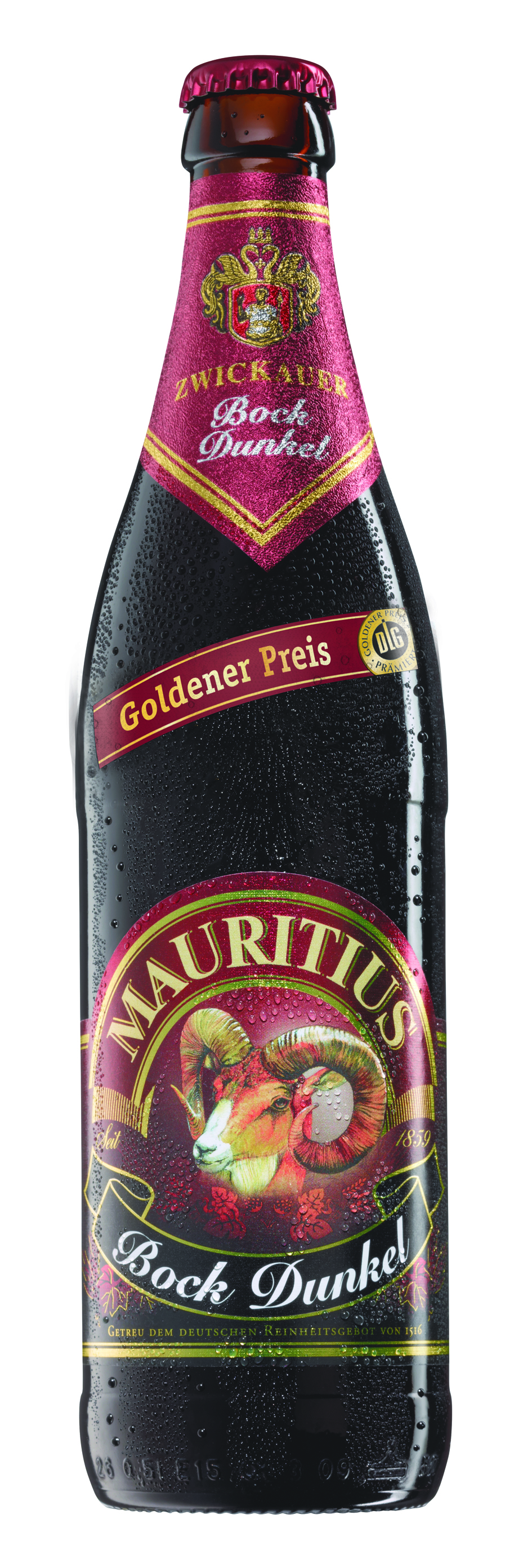
Bock Dunkel
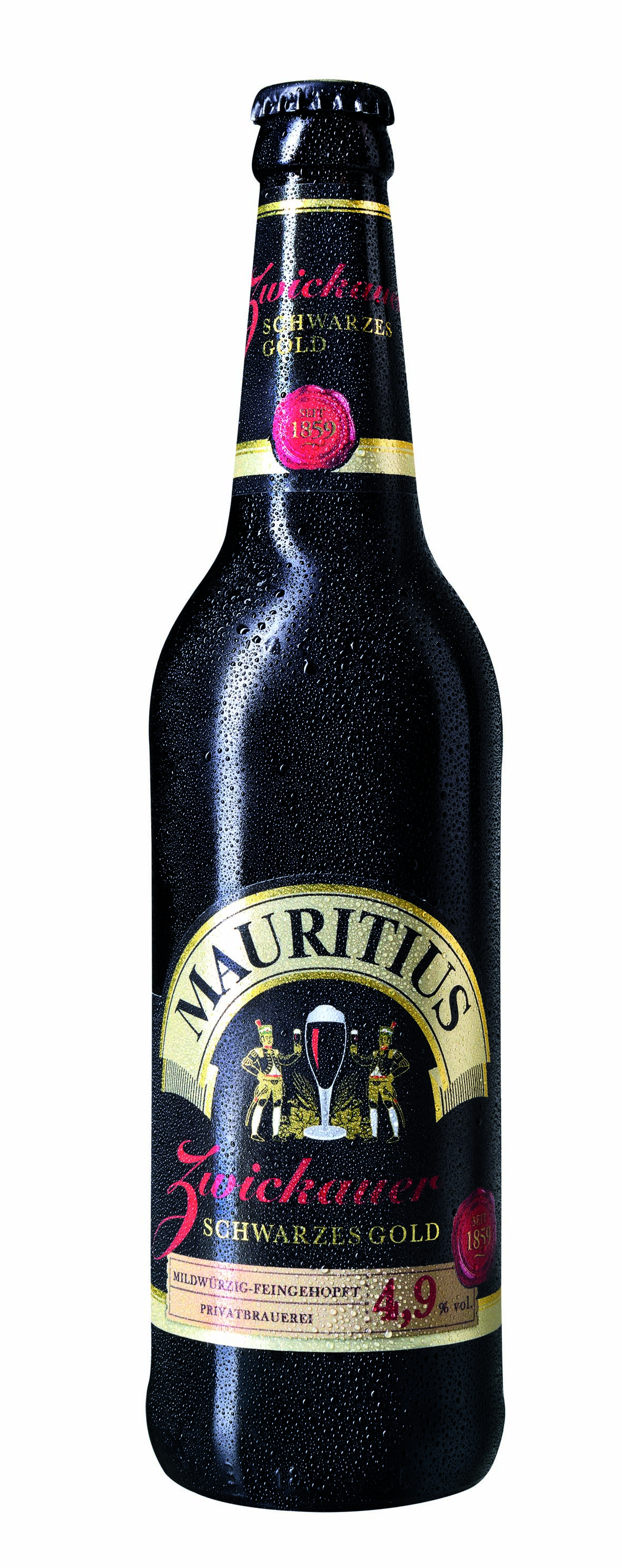
Schwarzes Gold
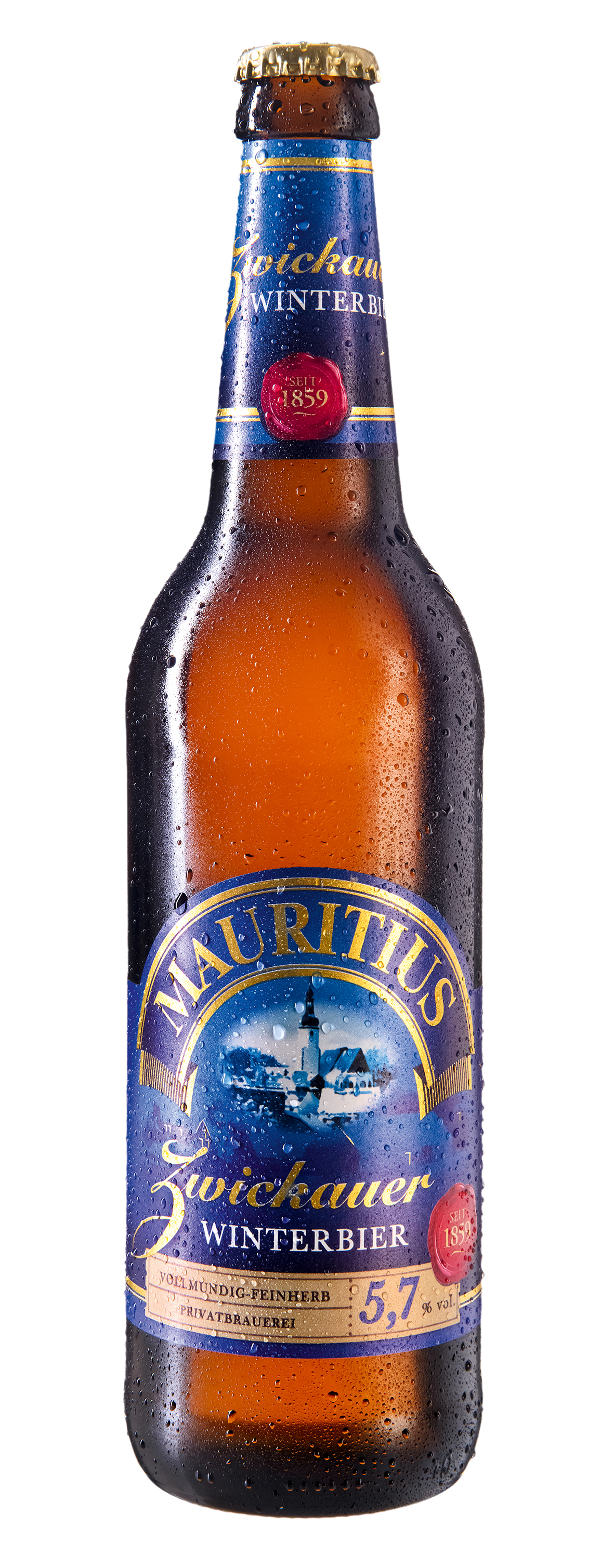
Mauritius Winterbier (saisonal)
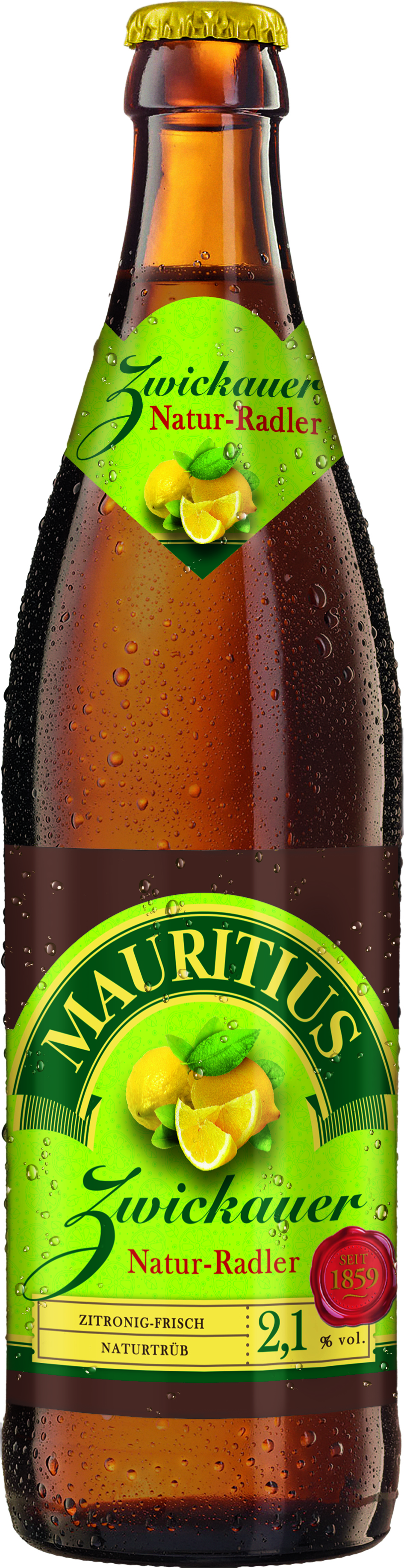
Naturradler naturtrüb
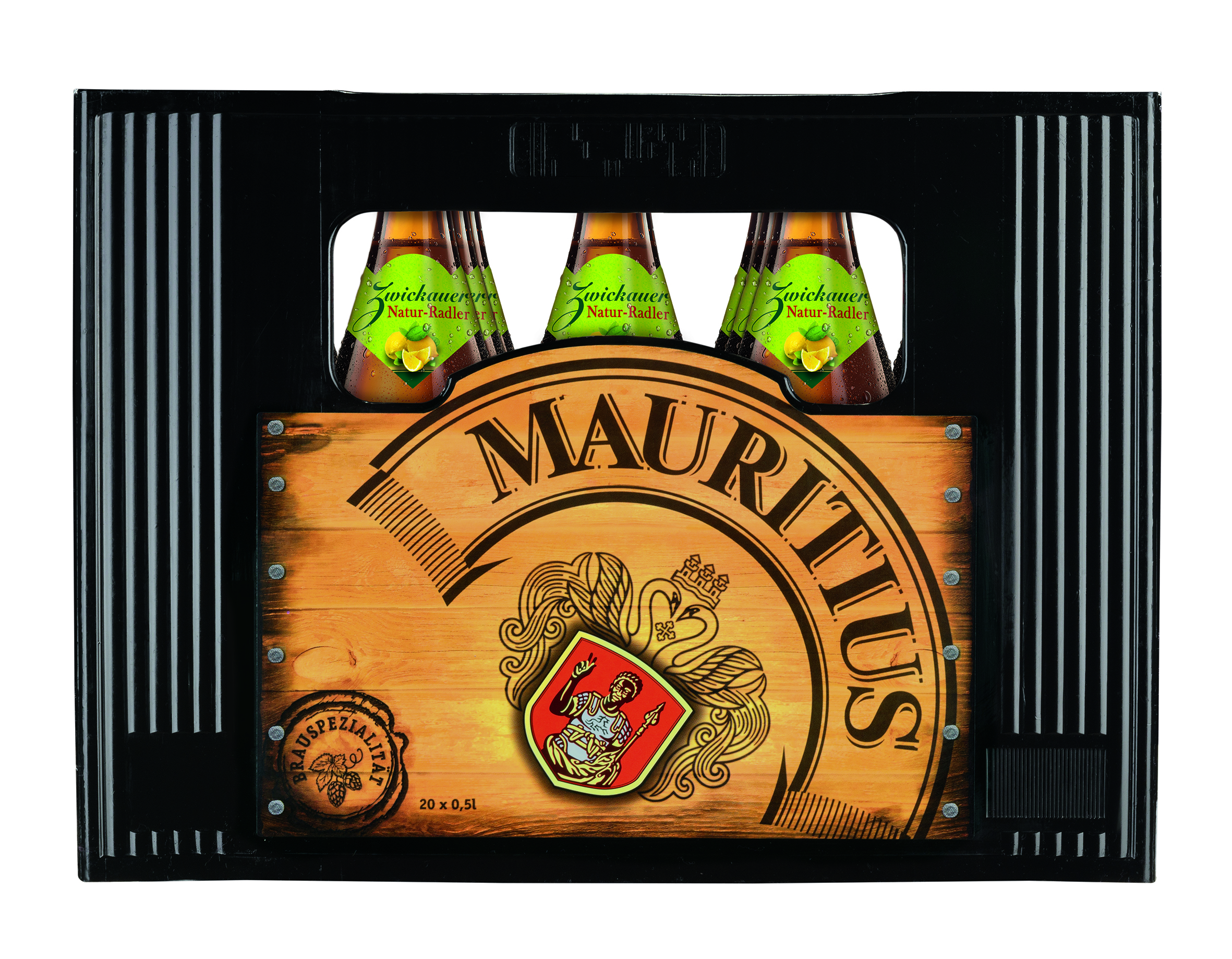
Naturradler Kasten
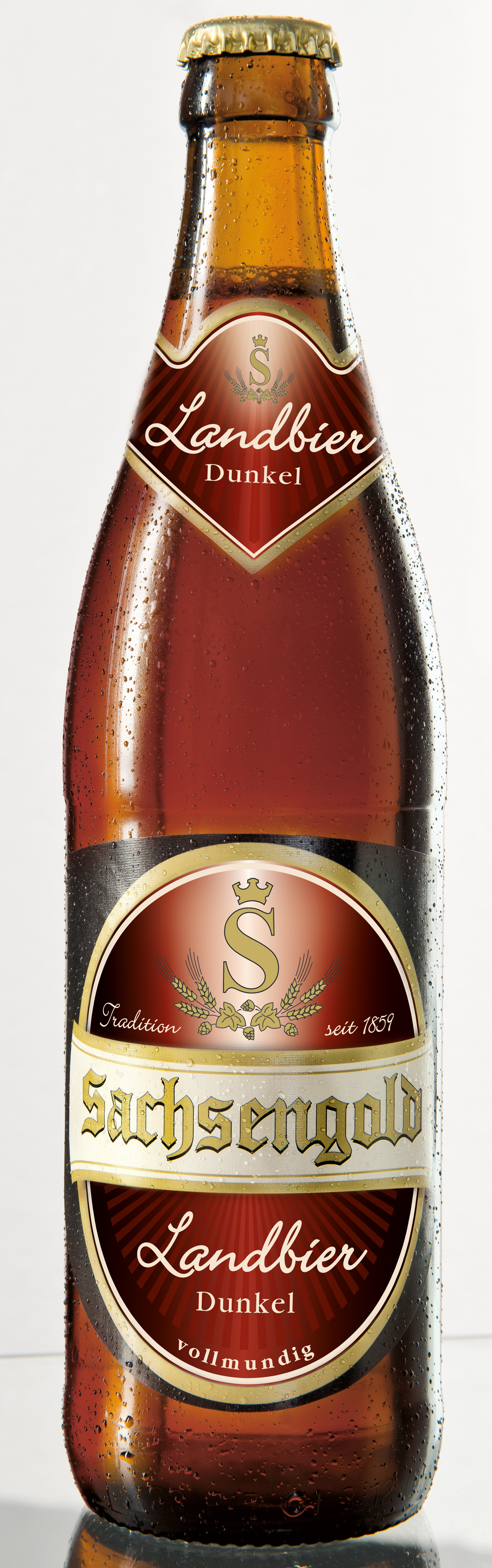
Sachsengold Landbier Dunkel
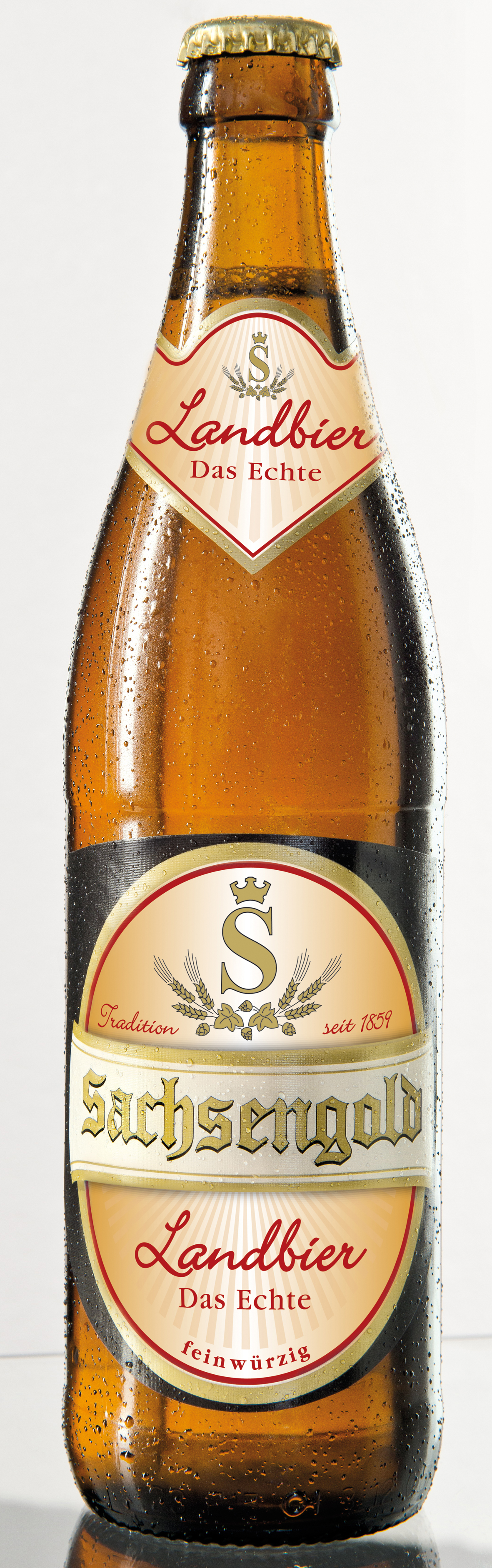
Sachsengold Landbier
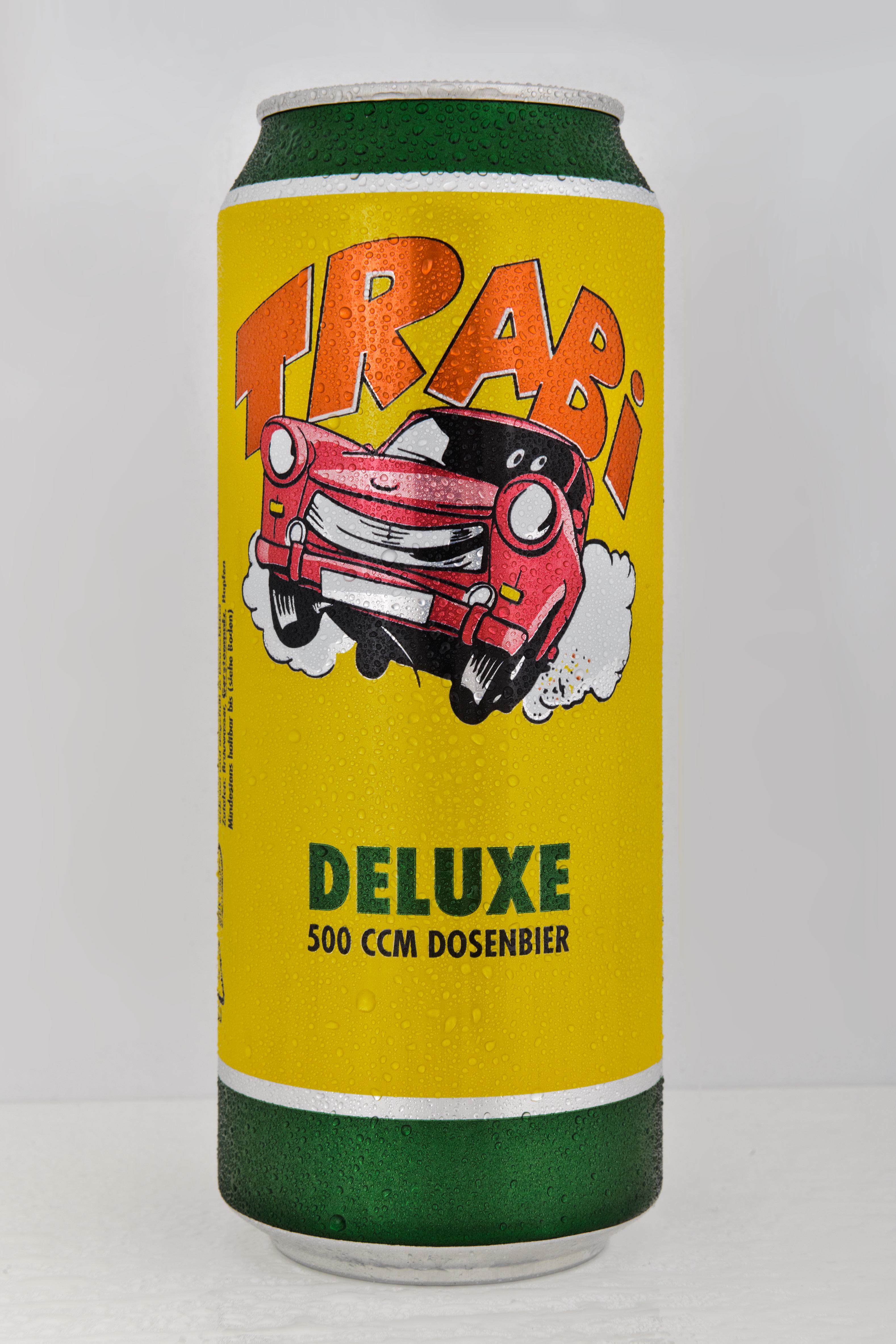
Trabi Deluxe Dose

Gebraut werden unter der Marke Mauritius Pilsener, Urtyp Export, Bock Dunkel, Schwarzes Gold, die Zwickauer Hopfenkrone Original und die saisonalen Biersorten Winterbier und Bock Hell. Für die Marke Sachsengold werden die Sorten Landbier, Landbier Dunkel und Pils angeboten. Außerdem wird Mauritius Naturradler als Flaschenbier und unter der Marke Trabi Deluxe Dosenbier verkauft.